# Ото III фон Кирхберг-Бранденбург
Ото III фон Кирхберг-Бранденбург (на немски: Otto III von Kirchberg-Brandenburg; † сл. 1194/сл. 1239) е граф на Кирхберг, Хоенберг на Егер и Бранденбург, фогт на бенедиктинския манастир Виблинген при Улм.

## Произход, наследство и управление
Произлиза от швабската благородническа фамилия фон Кирхберг близо до Улм. Той е син на граф Ото II фон Илергау († 1189), граф на Хоенберг, Кирхберг и в Илергау. Брат е на Еберхард II фон Кирхберг († 1183 или сл. 1240), граф на Кирхберг, и Конрад фон Кирхберг († сл. 1183).
Графовете фон Кирхберг създават на своята територия през 1093 г. бенедиктинския манастир Виблинген при Улм и му правят богато дарение. След това братята, баща му Ото II и Хартман III фон Кирхберг, подаряват на манастира дървените части от кръста на Исус Христос, които им подарил папа Урбан II, след тяхното участие в Първия кръстоносен поход (1096 – 1099). Манастирът Виблинген е гробното место на Кирхбергите до тяхното измиране през 1489/1510 г.
Център на господството Кирхберг-Бранденбург е в Дитенхайм, който през 1280 г. получава права на град от графовете Хартман и Ото. Дитенхайм се намира между Улм и Меминген на река Илер. Бранденбургите вероятно са политически най-активната линия, често са в кралски документи. Първият документ е от граф Ото от 2 февруари 1239 г. След тежкото раняване на внукътму граф Хартман VI фон Бранденбург († сл. 1313) в битката при Обернрндорф (17 април 1298) бранденбургските имоти са взети от крал Албрехт I Хабсбургски без да се съобразява от наследствените искания на още живите Кирхберги и са дадени първо на верния на Хабсбургите рицарски род Елербах. Последният фон Бранденбург е абат Конрад V от манастир Алерхайлиген/Шафхаузен, който умира на 12 март 1322 (1323) г.

## Фамилия
Ото III фон Кирхберг-Бранденбург се жени и има осем деца:
- Хартман IV фон Кирхберг († сл. 1220), граф на Кирхберг и Кьорш, женен за фон Кьорш, дъщеря на Диполд фон Кьорш-Айхелберг († сл. 1220), има дъщеря омъжена за граф Конрад фон Вюртемберг-Вюертембург-Грюнинген († 1228/1239), син на граф Хартман фон Вюртемберг († ок. 1240)
- ? Ото фон Кирхберг († сл. 1233)
- ? Еберхард фон Бранденбург? († сл. 1299)
- ? Готфрид фон Бранденбург? († 3 май 1316)
- ? Аделхайд фон Бранденбург? († сл. 1298)
- ? Ото VI (IV) фон Бранденбург? († сл. 1281), женен за фон Гунделфинген-Хеленщайн († пр. 1281), баща на граф Хартман VI фон Бранденбург († сл. 1313) и на абат Конрад фон Кирхберг († 1322)
- ? дъщеря фон Бранденбург?, омъжена за граф Ото IX фон дем Нойенхауз († сл. 1319)
- ? дъщеря фон Бранденбург? († сл. 1271), омъжена за граф Еберхард фон Вартщайн († 22 ноември 1291)